# Rosa Maria Dessì
Rosa Maria Dessì, née le 15 janvier 1961 à Lecce, est une historienne franco-italienne, professeure d'histoire du Moyen Âge et des images médiévales à l'Université Côte d'Azur.

## Biographie
Après des études secondaires au Lycée Terenzio Mamiani (it) à Rome et supérieures à l'Università degli Studi di Roma "La Sapienza", Rosa Maria Dessì soutient en 1993 sa thèse de doctorat à l'EHESS, sous la direction de Jacques Le Goff, intitulée Écritures laïques, prédication et confréries à Florence au XVe siècle. À propos du ms. Riccardiano 2894 (1461-1466). Édition et étude historique.
Ses travaux portent sur l'exemplum médiéval, l’histoire de la prédication et de l’art oratoire des laïcs, sur la communication par la parole et par les images. Elle pratique l’histoire transnationale.
En 1997, elle fonde, en collaboration avec Michel Lauwers et Monique Zerner, la Collection d’études médiévales de Nice. Depuis 2018, elle dirige l'équipe IT&M (Images, Textes et Monuments) du CEPAM (Cultures et Environnements. Préhistoire, Antiquité, Moyen Âge). En 2017, elle créé la Lectura Dantis Nicaeana, en collaboration avec Giampiero Scafoglio.

## Publications

### Ouvrage
- Les spectres du Bon Gouvernement d'Ambrogio Lorenzetti. Artistes, cités communales et seigneurs angevins au Trecento, Paris, Puf, 2017 [7],[8],[9],[10],[11],[12],[13].

### Directions d'ouvrages
- En collaboration avec Michel Lauwers : La parole du prédicateur (Ve – XVe siècle), Nice, 1997 (Collection d’études médiévales de Nice, vol. 1).
- Prêcher la paix et discipliner la société. Italie, France, Angleterre, XIIIe – XVe siècle, Turnhout, Brepols, 2005 (Collection d’études médiévales de Nice, vol. 5).
- En collaboration avec Cécile Caby : Humanistes, clercs et laïcs dans l'Italie du XIIIe au début du XVIe siècle, Turnhout, Brepols, 2012 (Collection d’études médiévales de Nice, vol. 13).
- Vie d’Isarn, abbé de Saint-Victor de Marseille (xie siècle). Edition, traduction et commentaire historique[14], par C. Caby, J.-F. Cottier, R.M. Dessì, M. Lauwers, J.-P. Weiss, M. Zerner, Paris : Les Belles Lettres, 2010 (Les Classiques de l’Histoire au Moyen Âge).
- En collaboration avec H. Halarashi: L'Art du paraître. Apparence de l'humain, de la Préhistoire à nos jours (Actes des 40e Rencontres internationales d'Archéologie et d'Histoire. Nice Côte d'Azur, Nice, 22-24 octobre, 2019), Antibes, APDCA, 2020.
- Images, signes et paroles dans l’Occident médiéval[15], Études réunies par Rosa Maria Dessì et Didier Méhu, Turnhout, Brepols (Collection d’Études médiévales de Nice, vol. 21), 2022, 349 p.